# Вики-резидент

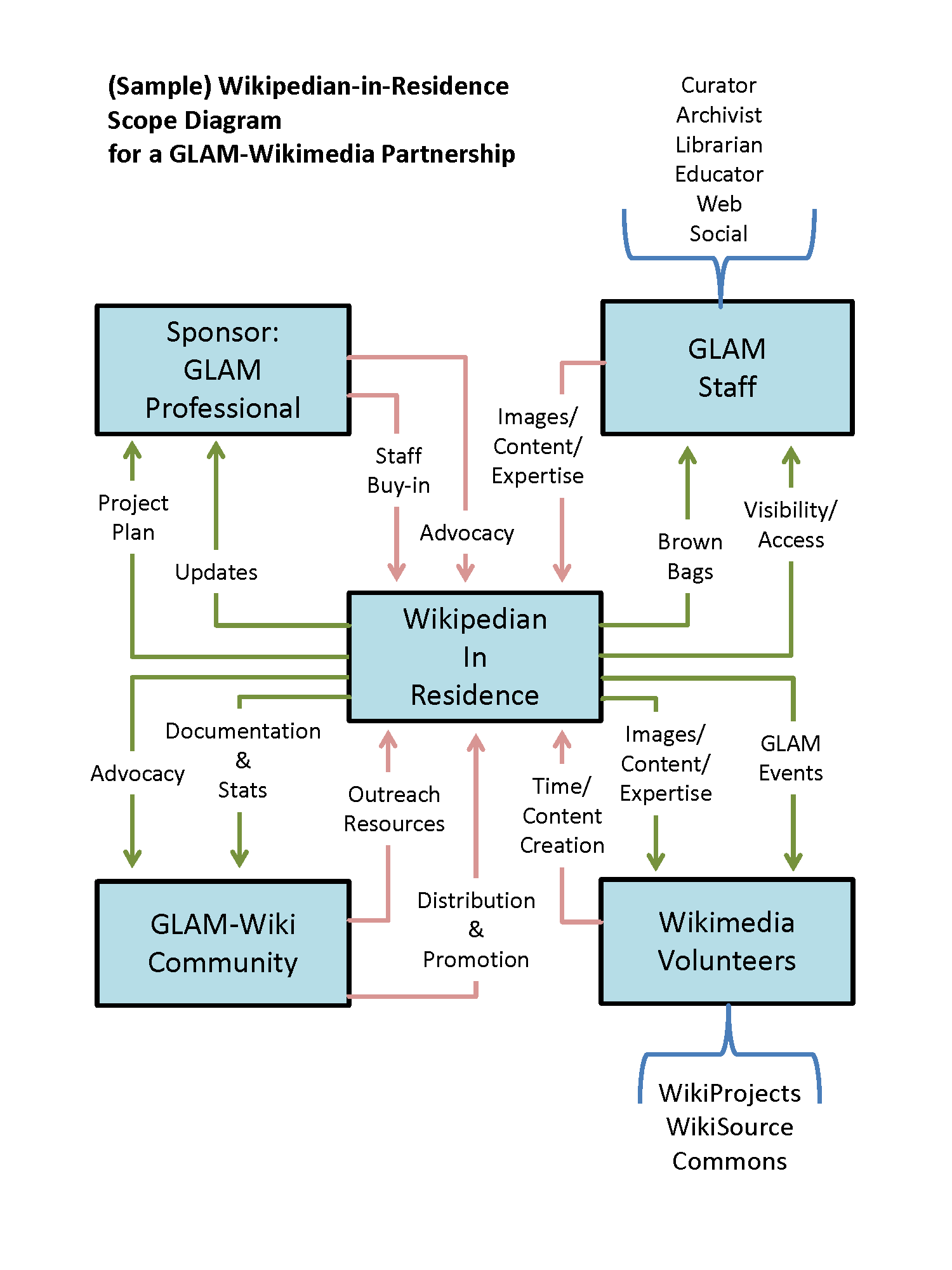
Примерная схема взаимодействия между вики-резидентом и сообществом. Диаграмма отображает все стороны проекта, а также то, что именно в типичном проекте с участием вики-резидента предоставляет и получает каждая из сторон

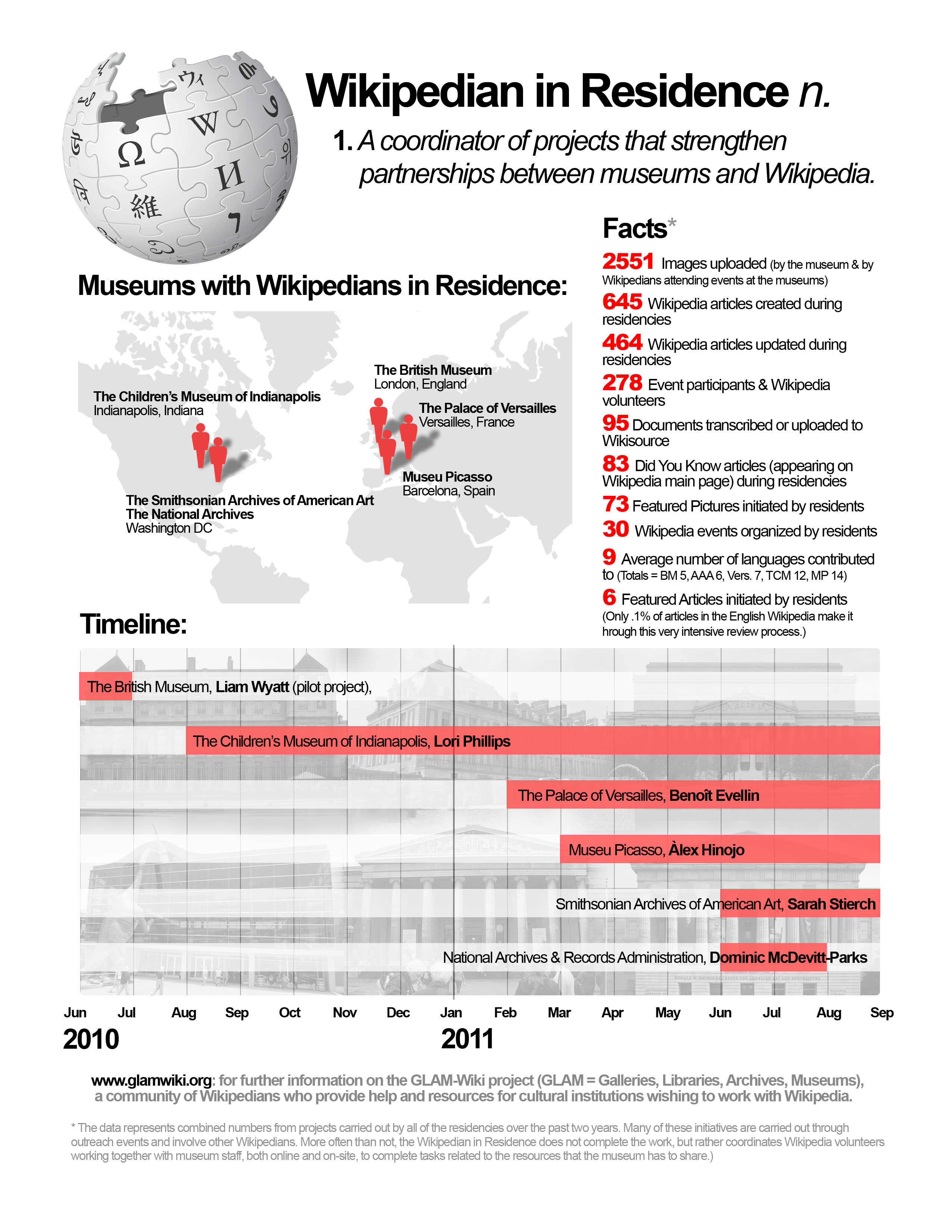
Инфографика проекта «Вики-резидент» на июль 2011 года

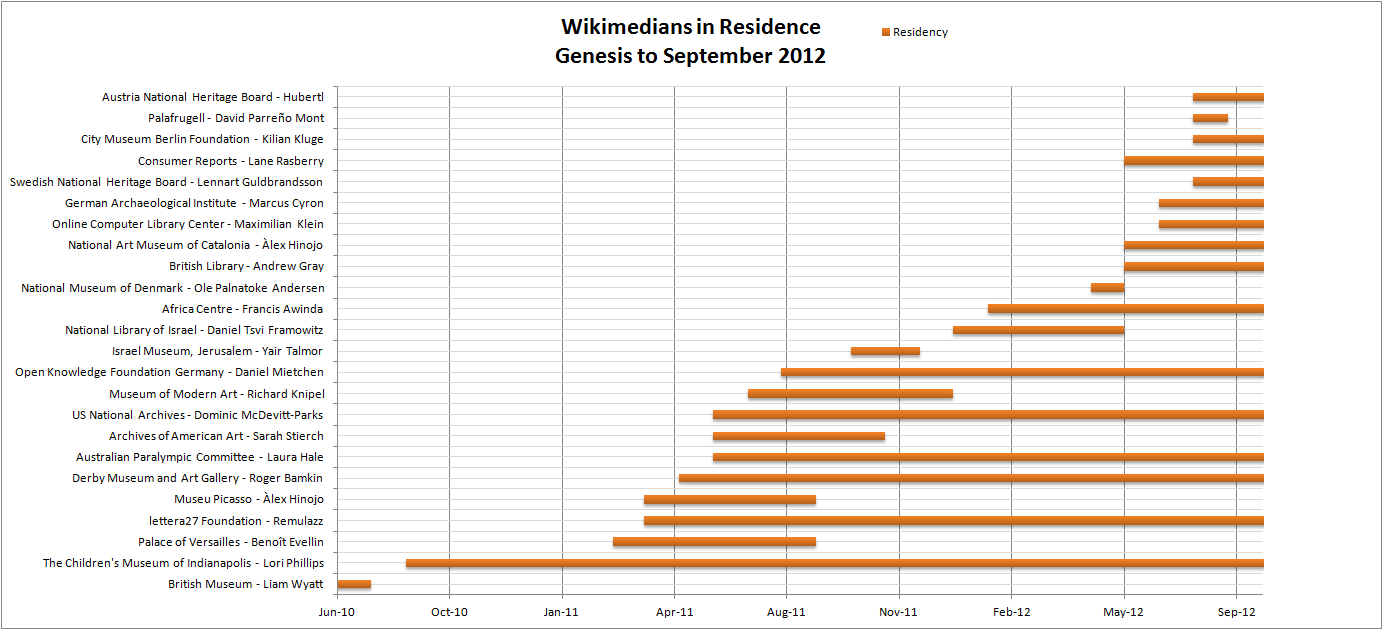
График работы вики-резидентов на сентябрь 2012 года

Ви́ки-резиде́нт или шта́тный википеди́ст (вольный перевод англ. Wikipedian in residence) — специфическая роль, в которой выступает редактор Википедии, википедист, поступая на работу в некоторое учреждение для того, чтобы было проще создавать и улучшать связанные с этим учреждением статьи Википедии, для содействия публикации под открытой лицензией принадлежащих этому учреждению материалов, а также для развития взаимодействия между этим учреждением и сообществом Википедии. Как правило (но необязательно), в качестве работодателя вики-резидента выступает художественная галерея, библиотека, архив или музей — организации из сферы GLAM. Вики-резидент обычно помогает организовывать события и мероприятия GLAM и координировать взаимодействие между организациями, сообществом википедистов и общественностью в рамках этих событий.
В Великобритании штатную позицию «вики-резидента» открывают у себя не только крупные организации, такие как Британский музей и Британская библиотека, но и небольшие площадки, как, например, Музей и художественная галерея Дерби или Галерея нового искусства Уолсолл; во Франции позицию вики-резидента открыл у себя Версаль, в Испании — Музей Пикассо, в США — Смитсоновский институт, Президентская библиотека Джеральда Форда и Национальное управление архивов и документации, в Швейцарии — управление федеральных архивов.

## История
Первым «вики-резидентом» стал Лайам Уайетт (англ. Liam Wyatt), который в течение пяти недель 2010 года работал в Британском музее. По его мнению, Википедия должна укреплять партнёрские связи с музеями для наполнения страниц народной энциклопедии актуальной и точной информацией: «Мы делаем одно и то же дело, по той же причине, для тех же людей. Давайте сделаем это вместе».
Затем к программе подключился Детский музей Индианаполиса, пригласив в 2010 году на работу добровольца проекта GLAM Лори Филлипс (англ. Lori Phillips), ставшую, таким образом, вторым в истории штатным википедистом. Третий вики-резидент — Бенуа Эвеллин (англ. Benoît Evellin) — провёл шесть месяцев во дворцах Версаля. Уже в 2010 году проектом заинтересовались Музей Пикассо (Барселона, Испания), Музей и художественная галерея Дерби (Великобритания). В том же году Смитсоновский институт выразил заинтересованность в найме вики-резидента, которым, в конечном итоге, стала Сара Стирч (англ. Sarah Stierch). В следующем году этому примеру последовало Национальное управление архивов и документации США, наняв студента Колледжа Симмонса Доминика Макдевитт-Паркса (англ. Dominic McDevitt-Parks), редактировавшего Википедию с 2004 года и учившегося на магистра в области истории и управления архивами. В январе 2013 года Президентская библиотека Джеральда Форда стала первой Президентской библиотекой США, пригласившей на работу штатного википедиста, которым стал Майкл Барера (англ. Michael Barera), студент-старшекурсник Мичиганского университета.
Первой организацией, пригласившей википедиста на постоянную должность «вики-резидента», стало Национальное управление архивов и документации США, принявшее в этом качестве Доминика Макдевитт-Паркса в штат своего офиса инноваций.
В марте 2014 года Гарвардский университет опубликовал объявление о поиске кандидатов на должность вики-резидента в Библиотеке Хаутона.
По состоянию на май 2014 года действовало более 30 вики-резидентов, работа большинства из которых оплачивалась либо учреждениями, где они работают, либо региональными организациями Викимедиа.

## Обязанности
Типичные должностные обязанности штатного википедиста включают взаимодействие с другими сотрудниками организации и с общественностью (нацеленное на популяризацию открытых лицензий, сотрудничества с Википедией, и т. п.), а также создание и редактирование статей Википедии. Такая деятельность в области популяризации может включать в себя организацию обучающих мероприятий. Ещё одна типичная задача вики-резидента — способствовать увеличению числа источников качественного содержимого для проектов Викимедиа, организуя перенос материалов, которые принадлежат организации-работодателю, в проекты Викимедиа под совместимыми лицензиями.
При редактировании статей, выполняемом в рамках оплачиваемой деятельности, вики-резидент обязан определённым образом обозначить факт оплачиваемого участия и указать список статей, которые он правит в рамках своей деятельности в организации.

## Восприятие
Появление должности вики-резидента вызвало как положительные, так и отрицательные отклики. В одном из положительных отзывов этот проект рассматривался как «уникальная возможность помочь обогатить Википедию и родственные ей проекты и поделиться с миром ресурсами и знаниями». С другой стороны, появлялись и менее благоприятные отзывы, где новое явление называлось «растратой денег налогоплательщиков на модные поветрия». Краткосрочная штатная позиция вики-резидента, предоставленная Национальной библиотекой Шотландии, была отмечена как «первый в истории крупномасштабный проект сотрудничества Викимедиа с шотландскими учреждениями».